# Ledarredaktionen (podcast)
Ledarredaktionen ett svenskt poddradioprogram som produceras av Svenska Dagbladet (SvD) och som distribueras av Acast. Programmet hade premiär den 13 februari 2019. Ledarredaktionen utkommer varje vardag och behandlar genom analys och diskussion olika aktuella politiska frågor.
I poddradioprogrammet medverkar redaktionens medlemmar Tove Lifvendahl, Mattias Svensson, Peter Wennblad och Maria Ludvigsson, som alla är ledarskribenter vid Svenska Dagbladets ledarsida. Utöver dessa leds podden regelbundet av Andreas Ericson som är poddredaktör, och av tidigare kolumnisten Jesper Sandström, som dessutom är poddens producent. Programledarna diskuterar i panelform och intervjuar inbjudna gäster.
Ett år efter premiären, i februari 2020, hade Ledarredaktionen närmare 50 000 lyssningar per vecka. Programmet är en del Svenska Dagbladets långsiktiga satsning på ett digitaliserat mediautbud.